# Shure
Shure Incorporated ist ein US-amerikanischer Hersteller von Audiotechnik mit Hauptsitz in Niles, Illinois.
Das Unternehmen wurde 1925 von Sidney N. Shure gegründet und entwickelt unter anderem Mikrofone, Tonabnehmersysteme, Kopfhörer, Drahtlossysteme, Ohrhörer und In-Ear-Monitore. Wichtige Teilmärkte für Shure sind die Musikindustrie, Veranstaltungs- und Konferenztechnik und in zunehmendem Maße die Unterhaltungselektronik.
Seit dem Frühjahr 2018 gehört auch ein Büro in Chicago, Illinois, zu den Standorten von Shure. Die Produktionsstätten liegen in den Vereinigten Staaten, Mexiko und China. Die europäische Niederlassung, die Shure Europe GmbH, befindet sich in Eppingen bei Heilbronn.

## Unternehmensgeschichte

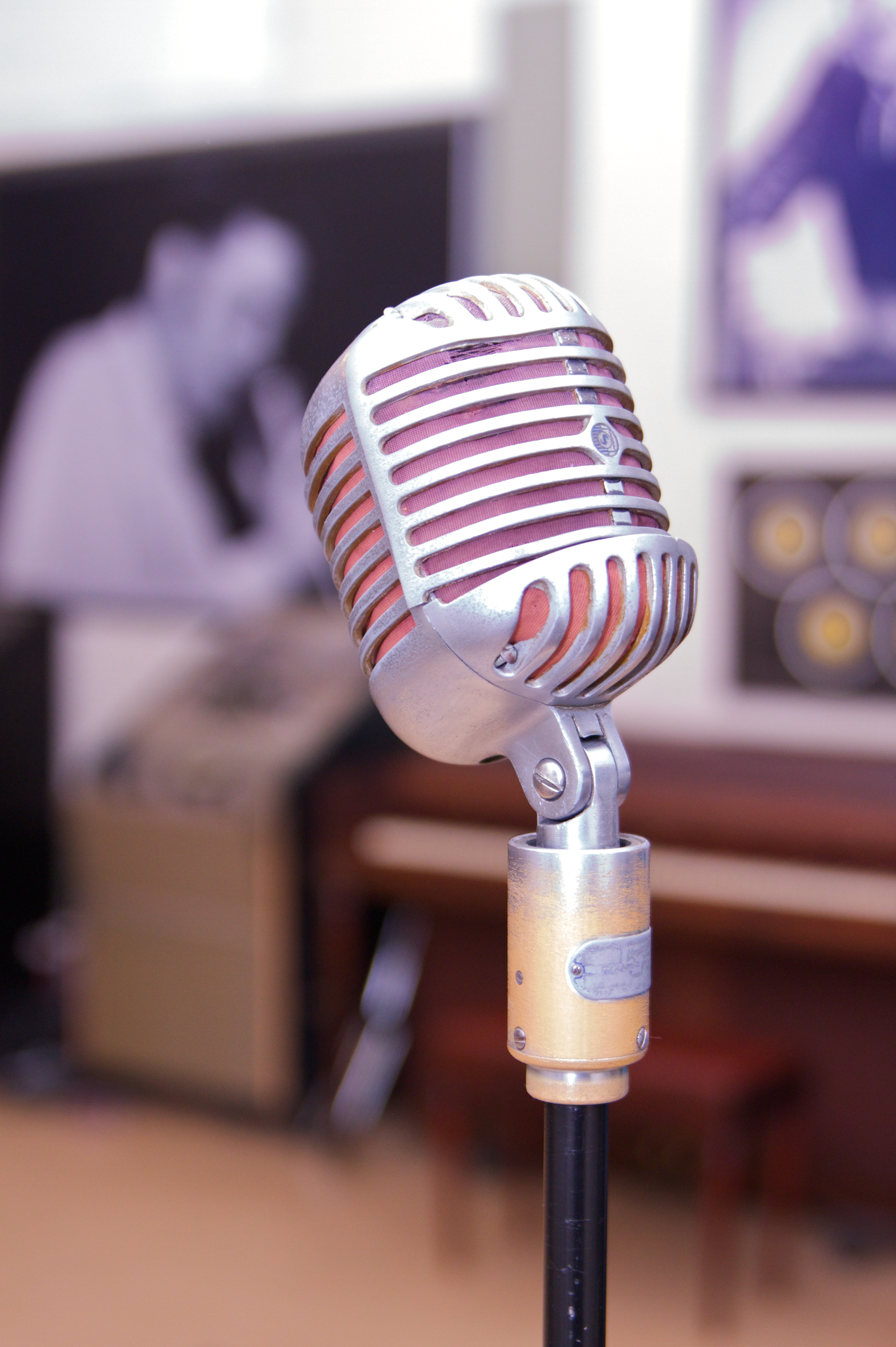
Von Elvis Presley verwendetes Shure 55S bei Sun Records

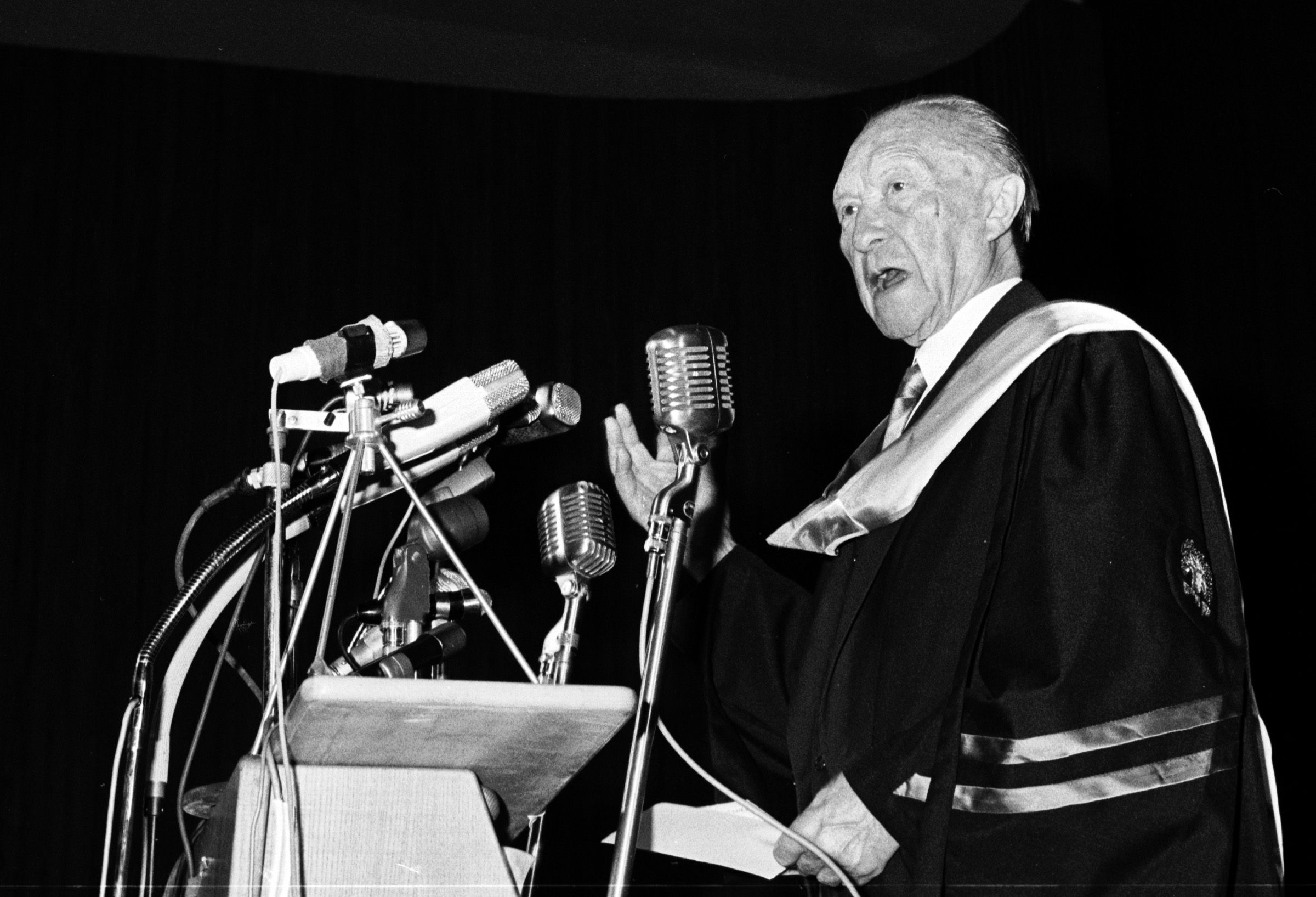
Konrad Adenauer 1966 mit Shure-Mikrofon

In einem kleinen Büro in Chicago gründete Sidney N. Shure im Jahre 1925 das Unternehmen unter dem Namen Shure Radio Company, das anfangs Radio-Bausätze verkaufte. Drei Jahre später stieg Sidneys Bruder Samuel in das Unternehmen ein, das sich fortan Shure Brothers Company nannte. Innerhalb weniger Jahre beschäftigte das Unternehmen 75 Mitarbeiter. Aufgrund der damaligen allgemeinen wirtschaftlichen Depression verließ Samuel Shure bereits 1930 das Unternehmen, doch das Wort Brothers blieb bis zur Umbenennung des Unternehmens im Jahre 1999 in Shure Incorporated Bestandteil des Namens.
Der Zusammenbruch von Wirtschaft und Börse sowie das Aufkommen fertig montierter Radioempfänger stellten das junge Unternehmen auf eine harte Probe. Ein großer Teil der Mitarbeiter musste entlassen werden, das Geschäft kam zum Erliegen. Sidney N. Shure änderte komplett sein Unternehmenskonzept. Statt Radio-Bausätze zu vertreiben, übernahm Shure zunächst den Vertrieb für einen Mikrofonhersteller. 1932 kam mit dem 33N Two-Button das erste eigene Shure-Mikrofon auf den Markt, ein Jahr später folgte mit dem Modell 40D das erste Kondensatormikrofon des Unternehmens. Ebenso versuchte sich das Unternehmen in der Entwicklung neuer Technologien: 1935 stellte es mit dem Modell 70 das erste Kristallmikrofon vor. 1937 gelang es dem Shure-Entwickler Ben Bauer die erste gerichtete dynamische Mikrofonkapsel zu konstruieren: Unidyne. Eine Technologie, auf der jedes gerichtete dynamische Mikrofon basiert. Das erste Mikrofon mit dieser Kapsel war das 55 Unidyne, dessen Nachfolger (55SH) unter dem Namen „Elvis-Mikrofon“ weltweit zur Mikrofon-Ikone avancierte. Im Zweiten Weltkrieg produzierte Shure Mikrofone für verschiedene Zwecke in der US-Armee. Shure entwickelte eigene Testverfahren, um den strikten Vorgaben des US-Militärs zu entsprechen, die noch heute bei der Produktentwicklung angewendet werden.
1952 kam das Modell 300 auf den Markt, ein Bändchenmikrofon, mit dem das Frequenzspektrum einer Aufnahme wesentlich erweitert werden sollte. Diese Technologie wird heute vor allem in der Produktion von Studiolautsprechern genutzt. Ein Jahr später brachte Shure das erste Drahtlossystem, „Vagabond“, auf den Markt. Es war das erste funktionstüchtige Drahtlosmikrofon überhaupt und wurde von zwei Batterien betrieben, die sonst bei Hörgeräten verwendet wurden.
Die SM-Serie war ursprünglich für das Studio gedacht (daher auch SM – „Studio Microphone“), aber tatsächlich entschieden sich hauptsächlich Musiker für die Mikros der SM-Serie. Das erste Produkt dieser Reihe, das dynamische Mikrofon SM57, erschien 1965 und wird auch heute noch verwendet. 1966 kam das SM58 auf den Markt. Es gehört bis heute zu den Mikrofon-Klassikern. Erstmals getestet wurde das Mikrofon bei Auftritten der Rolling Stones und von The Who.
1995 starb Sydney N. Shure im Alter von 93 Jahren und seine Ehefrau Rose L. Shure übernahm fortan die Unternehmensleitung. Sie wurde 2010 mit dem Per Haugen Lifetime Achievement Award der NSCA für ihr Lebenswerk und ihre Verdienste um die Audio-Branche ausgezeichnet.
1997 stellte Shure das In-Ear-Monitoring-System PSM 600 vor, das große Monitorlautsprecher ersetzte. Die ergänzenden Systeme PSM 900 und PSM 1000 kamen 2009 bzw. 2011 auf den Markt.
2003 erhielt Shure den Technik-Grammy der National Academy of the Recording Arts and Sciences für seine Entwicklungen im Bereich der Audiotechnik.
Mit der Einführung der SE Sound Isolating Ohrhörer als Nachfolger der E-Ohrhörerserie im Jahre 2007 und der Vorstellung der ersten Kopfhörer 2009 spricht der Audiotechnik-Hersteller vermehrt auch Hifi-Konsumenten an.
Internationale Niederlassungen:
- 1991: Gründung der europäischen Niederlassung Shure Europe GmbH in Heilbronn/Deutschland. 2011 erfolgte zusammen mit der Shure Distribution GmbH der Umzug in die neue europäische Niederlassung in Eppingen mit angeschlossenem Logistikzentrum und Audio- sowie Video-Studio.
- 1999: Gründung der Niederlassung Shure Asia Limited in Hongkong.
- 2017: Gründung der Niederlassung Shure Brasil in São Paulo.

## Produkte

### Mikrofone

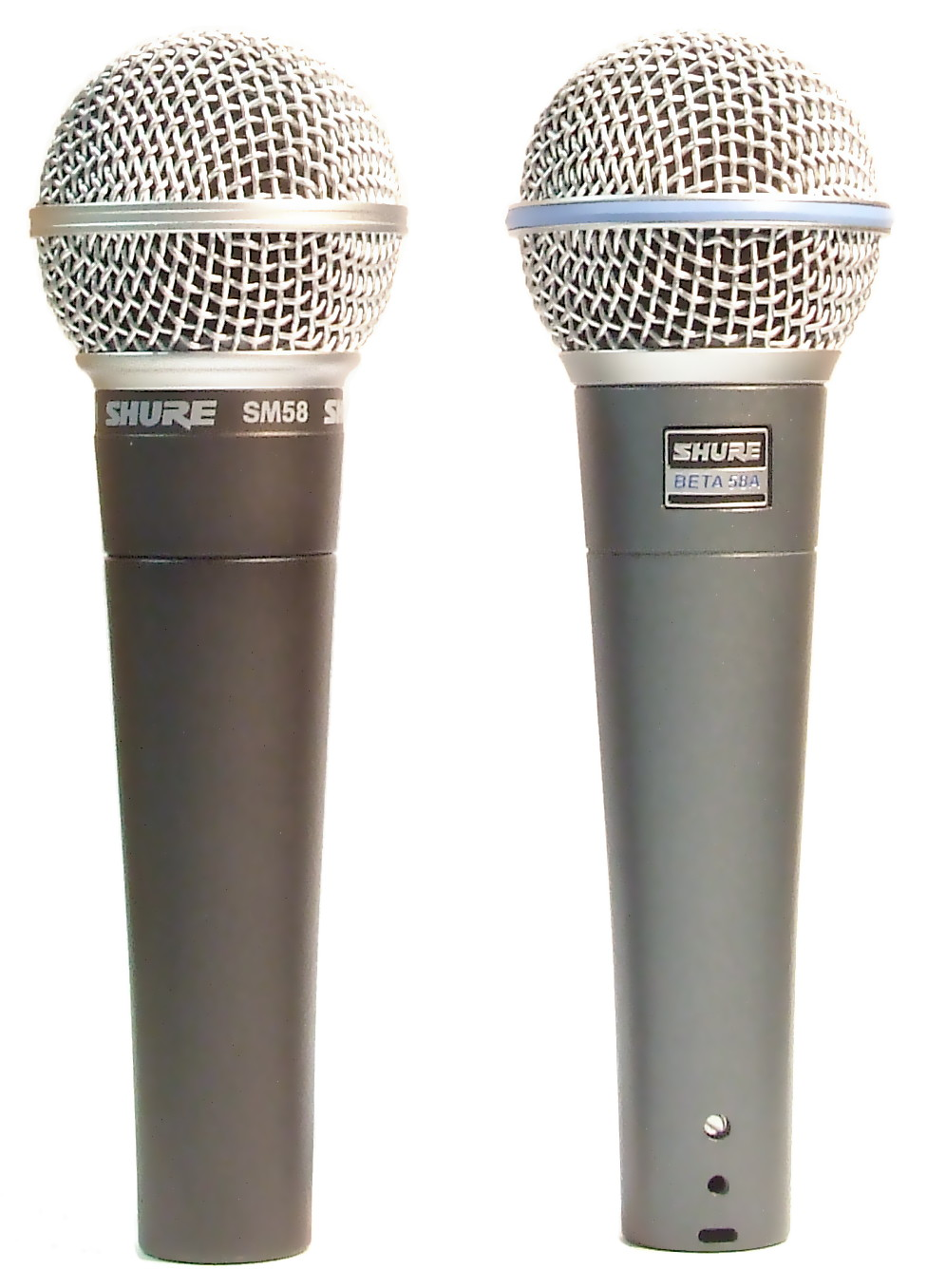
Dynamische Gesangsmikrofone Shure SM58 und Beta 58A

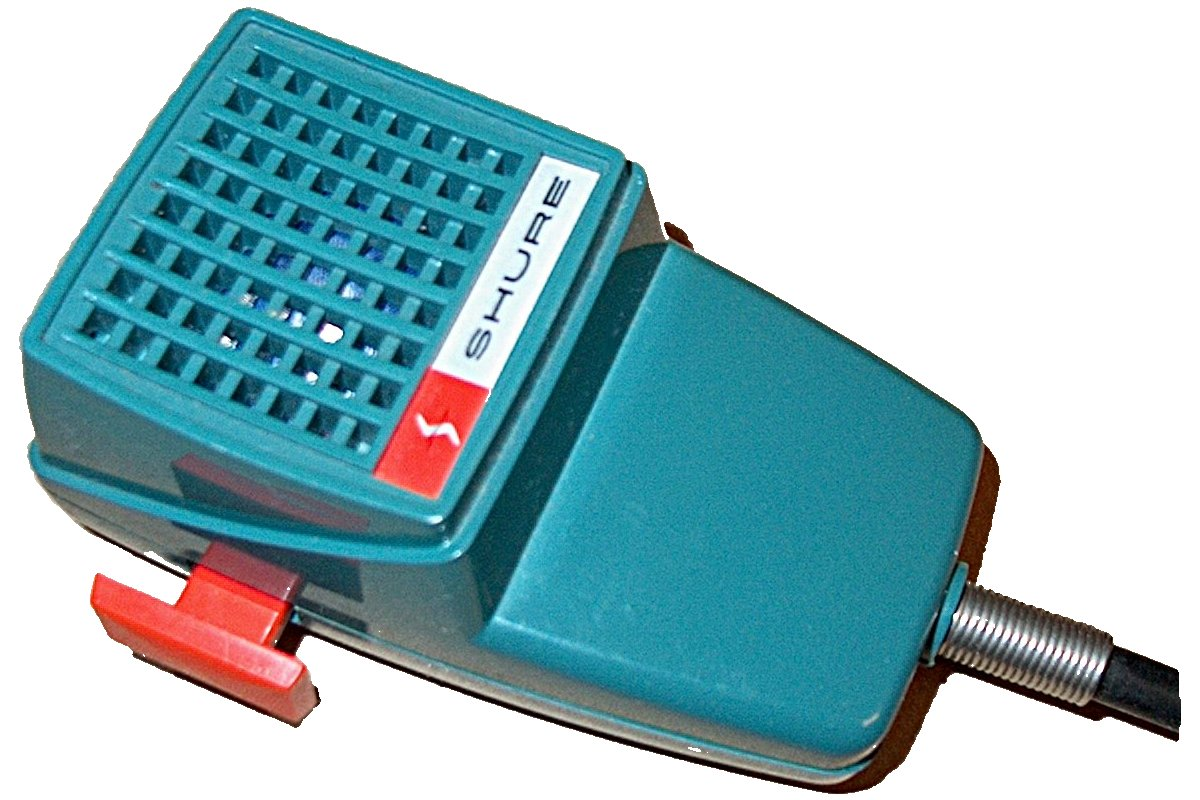
Kommandomikrofon Model 401b (um 1977)

Vor allem durch die stark verbreiteten Mikrofone SM57 und SM58 etablierte sich Shure auf dem Mikrofonmarkt. Das SM58 mit kugelförmigem Grill gilt als Klassiker unter den Live-Gesangsmikrofonen. Die Mikrofon-Ikone 55 Unidyne wurde 2008 in die Technology Hall of Fame und 2017 in die Dauerausstellung „Architektur und Design des 20. und 21. Jahrhunderts“ des Art Institute of Chicago aufgenommen. Weiteres verbreitete Mikrofone sind die etwa zur Aufnahme von Akustikgitarren geeigneten Modelle SM27 (empfohlen für Stimme und Akustikgitarre) und SM137 bzw. KSM137, ein Kondensatormikrofon mit linearem Frequenzgang.

#### Motiv-Serie
2015 führte Shure mit der Motiv-Serie verschiedene digitale Kondensatormikrofone ein, die vor allem auf Verbraucher abseits der professionellen Audiotechnik zugeschnitten sind. Die Mikrofone ermöglichen Plug-and-Play-Aufnahmen mittels direkter Verbindung mit iOS- und Android-Geräten sowie Mac und PC. Das digitale Stereo-Kondensatormikrofon MV88 verfügt über einen Lightningstecker und eignet sich für mobile Audio- sowie Videoaufnahmen mit iOS-Geräten. Das digitale Großmembran-Kondensatormikrofon MV51 im Retro-Rippen-Look wurde vor allem für Hobbymusiker konzipiert.

#### Funkmikrofone/Funksysteme
Shure entwickelt und vertreibt unterschiedliche Produkte im Bereich der drahtlosen Funkübertragung. 2017 stellte das Unternehmen die Drahtlossysteme GLX-D Advanced Digital Wireless und Axient Digital Wireless für professionelle, störungsfreie und stabile Übertragungen vor. Ein weiteres digitales Drahtlossystem ist das seit 2014 erhältliche QLX-D.
Im Bereich der Gesangsmikrofone führte Shure 2006 mit dem KSM9 ein Live-Mikrofon mit Doppelmembran und umschaltbarer Richtcharakteristik ein. Das KSM8 mit Dualdyne-Technologie kam 2016 auf den Markt und ist ein dynamisches Mikrofon mit Doppelmembran.

### Ohrhörer / In-Ears

#### Sound-Isolating-Ohrhörer

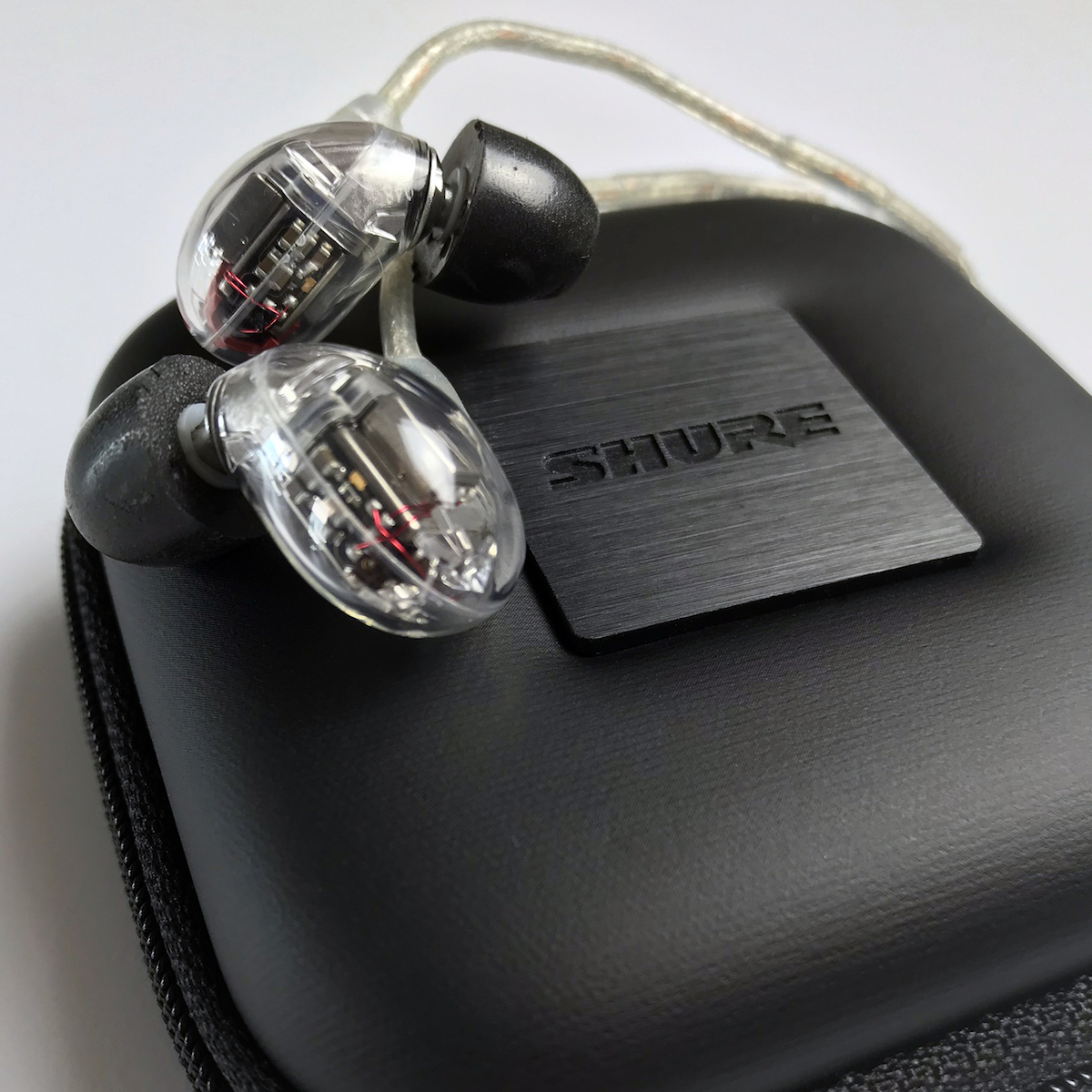
Sound-Isolating-Ohrhörer SE846 Wireless von Shure, 2018 erschienen

Als Nachfolger der Ohrhörerserie E stellte Shure 2007 die SE Sound-Isolating-Ohrhörer vor. Das veränderte Design der In-Ears ermöglicht eine passive Geräuschisolierung, bei der die sogenannte Schalldämpfung genutzt wird. So können bis zu 37 dB abgeschirmt werden. Die In-Ears werden unter anderem auch für das Monitoring auf der Bühne eingesetzt.
Shure brachte 2013 den SE846 mit patentiertem Tiefbassfilter auf den Markt, der echten Subwoofer-Betrieb mit einem In-Ear ermöglicht. 2015 wurde dann mit dem KSE1500 das weltweit erste geräuschisolierende elektrostatische Ohrhörersystem vorgestellt. Bei der elektrostatischen Technologie wird die Membran im Ohrhörer durch ein elektrisches Feld in Schwingung versetzt. Die dadurch schneller schwingende, beinahe masselose Membran erzeugt einen wirklichkeitsgetreuen Klang. 2018 folgte der KSE1200, ein elektrostatisches Ohrhörersystem ohne integrierten Dialog-Analog-Wandler.
2017 erweiterte Shure die SE-Serie um die bluetoothfähigen Sound-Isolating-Ohrhörer SE112 Wireless und SE215 Wireless. Im Mai 2018 wurden alle Sound-Isolating-Ohrhörer von Shure zusätzlich mit einem Bluetooth-Modul ausgestattet.

#### In-Ear-Monitoring
Neben passenden Ohrhörern werden für das In-Ear-Monitoring auf der Bühne heute vorrangig drahtlose Monitoringsysteme eingesetzt. Diese bestehen aus einem Sender für den am Mischpult geregelten Sound und Taschenempfängern für den Künstler auf der Bühne. Erschlossen wurde dieser Markt für Shure 1997 mit der Einführung des PSM 600.
Weiterentwicklungen der drahtlosen Monitoring-Technologie sind unter anderem das PSM 900 und das High-End-Monitoring-System PSM 1000. Beide Systeme basieren auf der patentierten Technologie des „Audio Reference Compandings“ für eine verbesserte drahtlose Klangqualität. Das 2011 eingeführte PSM 1000 ist vor allem für die professionelle Verwendung bei großen Shows entwickelt worden.

#### Kopfhörer
2009 wurden erstmals Kopfhörer der Marke Shure auf den Markt gebracht. Die SRH-Serie umfasst Modelle für Studioanwendungen, audiophiles Musikhören sowie DJ-Anwendungen. Unterschieden werden die Kopfhörer durch eine offene oder geschlossene Bauweise. Bei offenen Schallwandlersystemen gelangt Schall sowohl nach außen als auch nach innen, geschlossene Kopfhörer hingegen schließen den Außenschall weitestgehend aus.

### Konferenz- und Diskussionssysteme
Seit den 2000ern ist Shure auch im AV-Markt für Konferenz- und Diskussionssysteme tätig und bietet Lösungen als Festinstallation oder im Verleih für Konferenzräume. Unterschiedliche Technologien für den Einsatz bei Audio- und Videokonferenzen ermöglichen auch die Integration von Dolmetscher-Funktionen sowie Online-Streaming. Shure erhielt 2016 und 2017 den Vendor Excellence Award der Global Presence Alliance für weltweit führende Hersteller von AV- und UV-Systemen.

### Tonabnehmersysteme

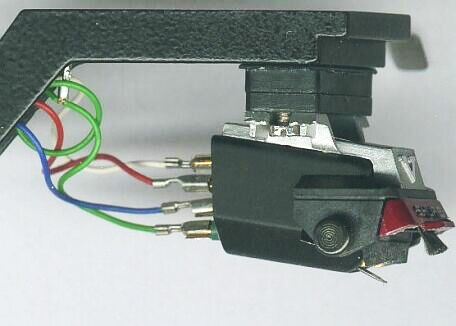
Magnetischer HiFi-Tonabnehmer Shure V15VxMR

Neben der Entwicklung und Herstellung von Mikrofonen erwarb sich Shure ab 1937 auch durch die Fertigung einer großen Palette von Tonabnehmern für Plattenspieler weltweit einen hohen Bekanntheitsgrad. 1958 lief die Produktion von Tonabnehmern zur Wiedergabe von Stereo-Schallplatten an.
Aufgrund der allgemeinen Durchsetzung des CD-Players gegen Ende der 1980er-Jahre verringerte sich die Nachfrage nach Tonabnehmersystemen drastisch und damit stagnierte auch das OEM-Geschäft. Shure zog in Betracht, sich vom Phono-Markt zurückzuziehen.
Seit 1995 überarbeitete Shure unter einem neuen Management der Phono-Sparte seine Produktpalette und die Fertigungsverfahren. Dadurch wurde es möglich, bedeutend kleinere Mengen zu produzieren, die gewohnten Qualitätsstandards zu einem akzeptablen Marktpreis aufrechtzuerhalten und zuverlässige Lieferanten zu finden.
An der Spitze der elektromagnetischen (Moving Magnet) HiFi-Tonabnehmersystemen aus dem Hause Shure stand seit 1964 das unter anspruchsvollen Musikliebhabern geschätzte V15, das bis 1997 stetig (bezeichnet durch die römischen Ziffern II-V) technisch verbessert wurde. Die Produktion der letzten V15-Baureihe V15VxMR („MR“ steht für Micro-Ridge, ein spezieller Abtastnadelschliff) endete im Jahr 2005. Nach über 40 Jahren Bauzeit war es das am längsten hergestellte Tonabnehmersystem einer Shure-Produktreihe.
Im Sommer 2018 stellte Shure die gesamte Produktion von HiFi- und DJ-Tonabnehmersystemen endgültig ein.